# Moncel-sur-Seille
Pour l’article ayant un titre homophone, voir Montcel.
Pour les articles homonymes, voir Moncel-sur-Vair et Moncel-lès-Lunéville.
Moncel-sur-Seille est une commune française située dans le département de Meurthe-et-Moselle, en région Grand Est.

## Géographie

### Localisation
Moncel-sur-Seille se trouve à 19 kilomètres au nord-est de Nancy en direction de Château-Salins, par la route nationale 74.

### Communes limitrophes
Moncel-sur-Seille est limitrophe de six communes, dont quatre sont situées dans le département de Meurthe-et-Moselle et deux dans le département de la Moselle. Ces localités sont réparties géographiquement de la manière suivante :

### Transport
La gare de Moncel-sur-Seille a été transformée en salle polyvalente. La gare était située sur la ligne Nancy - Sarreguemines et mise en service en 1873, pour la section vers Nancy. La ligne et la gare furent fermées en 1979 avec l'arrêt de l'exploitation de la section de Nancy à Château-Salins.
Une ligne de bus du réseau TED (R350) reliant Nancy à Château-Salins passe par Moncel-sur-Seille.

### Hydrographie
La commune est dans le bassin versant du Rhin au sein du bassin Rhin-Meuse. Elle est drainée par la Loutre Noire, la Seille et le Rupt de Geneve,.
La Loutre Noire, d'une longueur de 18 km, prend sa source dans la commune de Réchicourt-la-Petite et se jette  dans la Seille à Moncel, après avoir traversé sept communes.

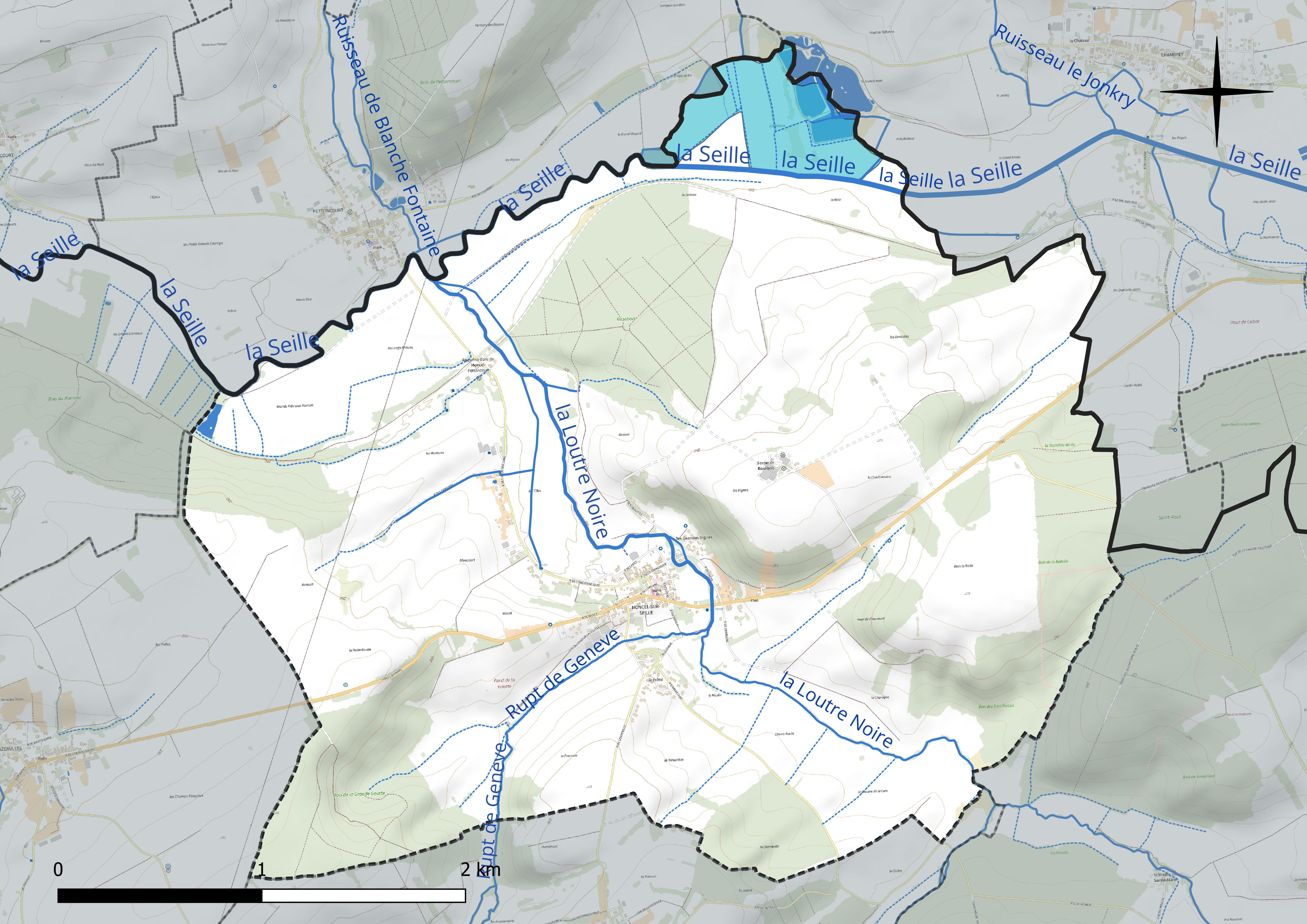
Réseau hydrographique de Moncel-sur-Seille.

La Seille, d'une longueur de 138 km, prend sa source dans la commune de Maizières-lès-Vic et se jette  dans divers bras mort de la Moselle à Metz, après avoir traversé 57 communes.

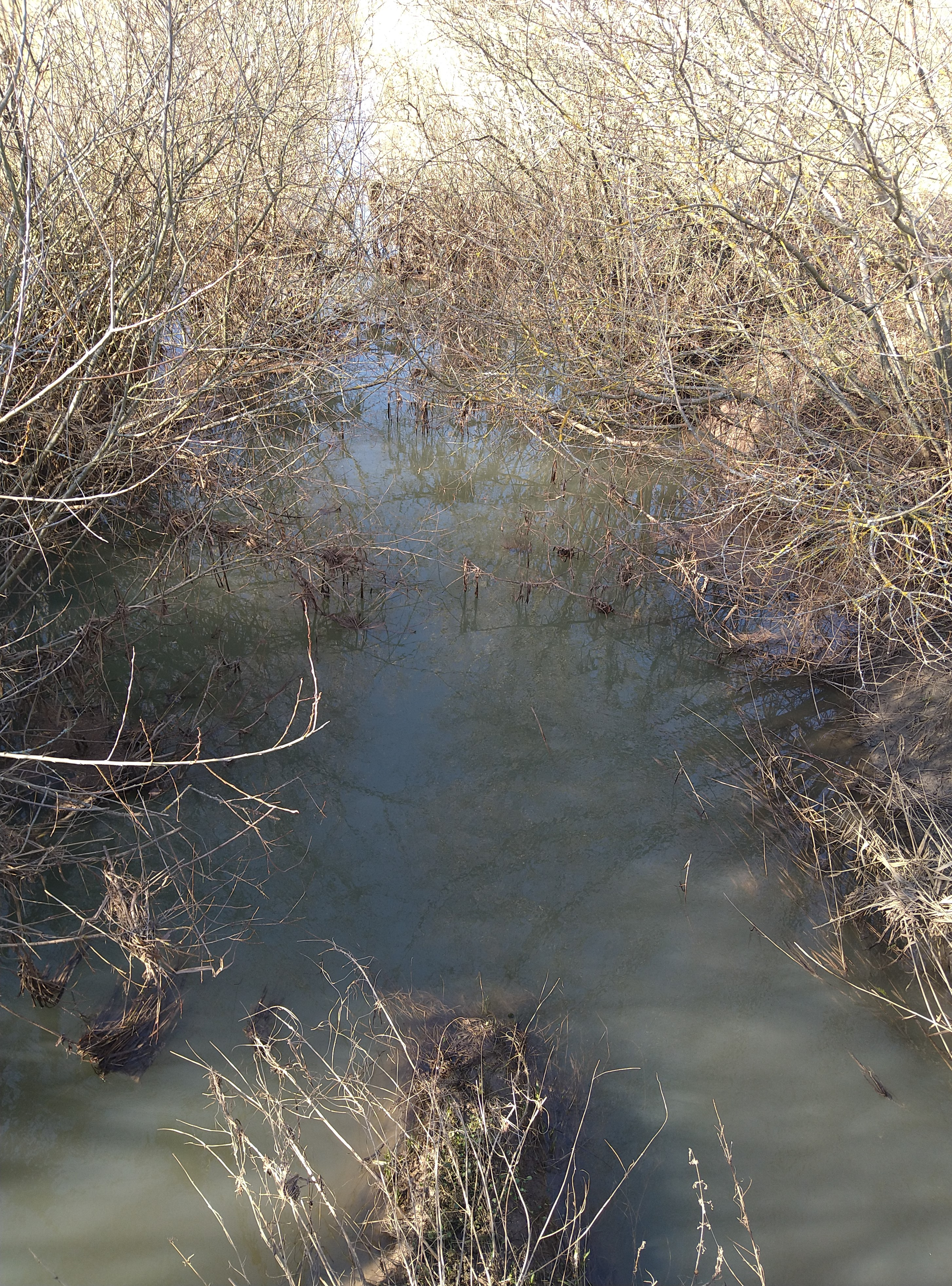
Loutre Noire au Pré Pagny.
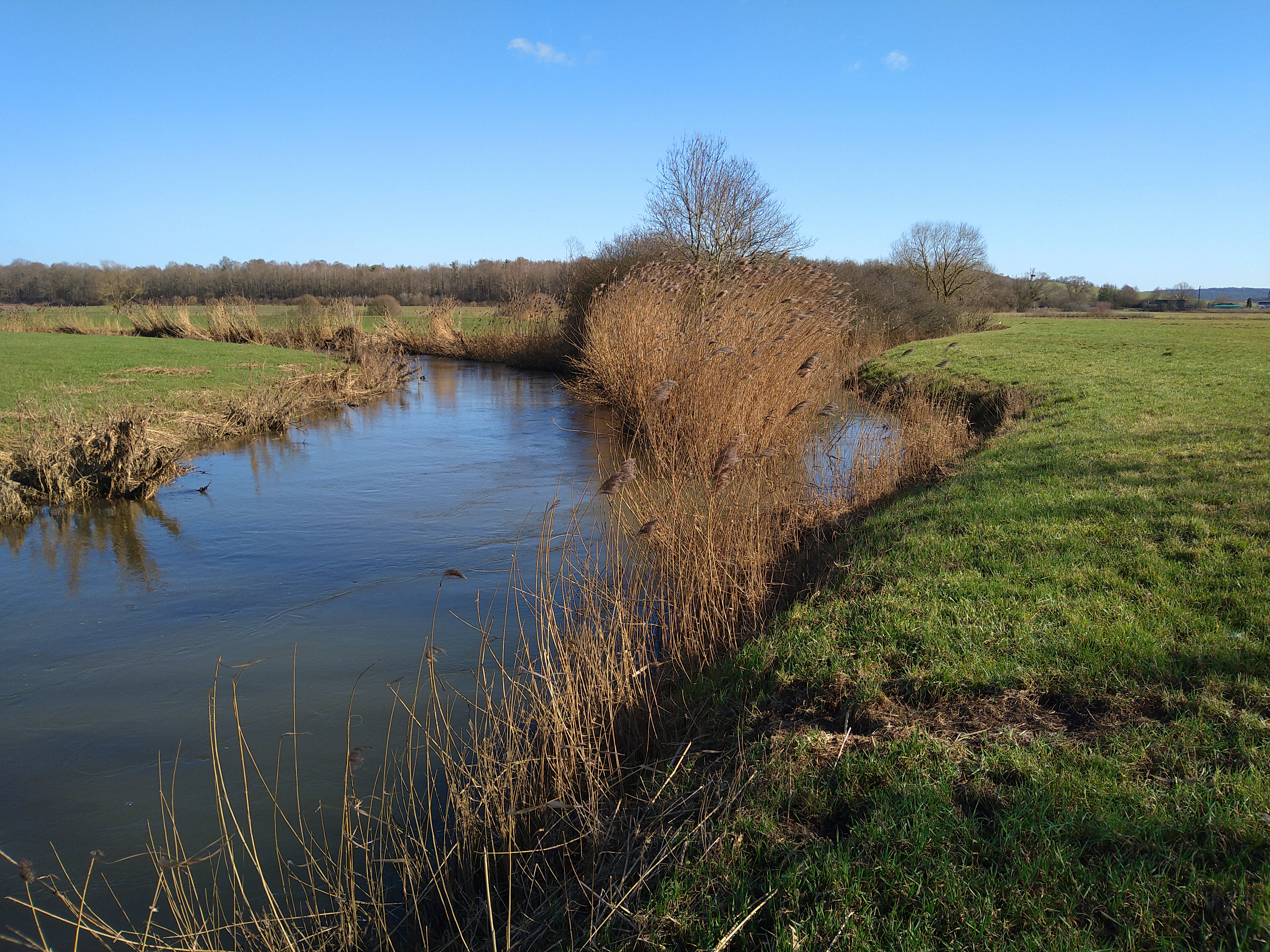
Loutre Noire à sa confluence.
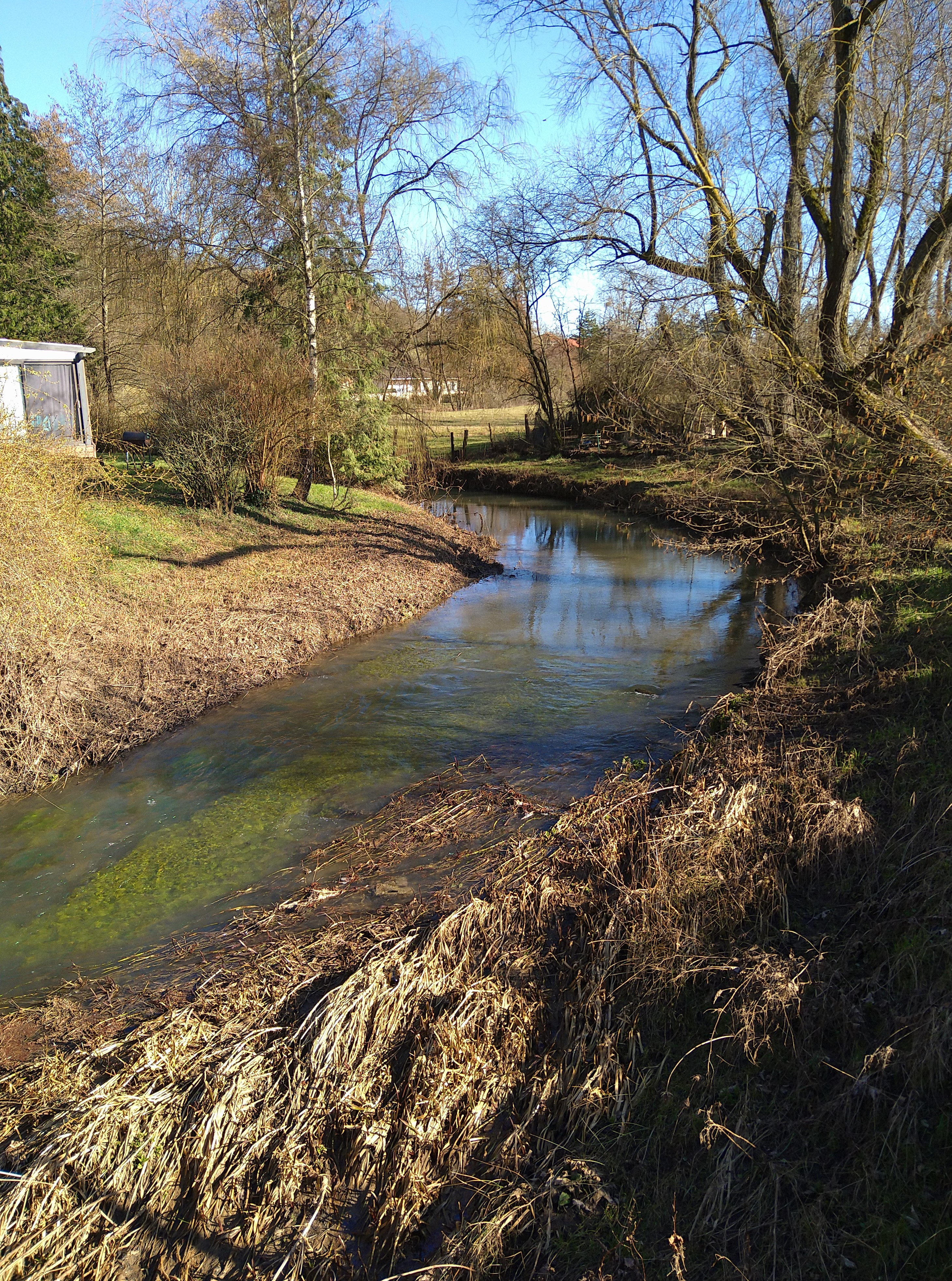
Loutre Noire au centre du village.

.

### Climat
Pour des articles plus généraux, voir Climat du Grand Est et Climat de Meurthe-et-Moselle.
En 2010, le climat de la commune est de type climat des marges montargnardes, selon une étude du Centre national de la recherche scientifique s'appuyant sur une série de données couvrant la période 1971-2000. En 2020, Météo-France publie une typologie des climats de la France métropolitaine dans laquelle la commune est exposée à un climat semi-continental et est dans la région climatique  Lorraine, plateau de Langres, Morvan, caractérisée par un hiver rude (1,5 °C), des vents modérés et des brouillards fréquents en automne et hiver.
Pour la période 1971-2000, la température annuelle moyenne est de 9,9 °C, avec une amplitude thermique annuelle de 16,9 °C. Le cumul annuel moyen de précipitations est de 842 mm, avec 11,8 jours de précipitations en janvier et 9,6 jours en juillet. Pour la période 1991-2020, la température moyenne annuelle observée sur la station météorologique de Météo-France la plus proche, « Nancy-Essey », sur la commune de Tomblaine à 18 km à vol d'oiseau, est de 11,0 °C et le cumul annuel moyen de précipitations est de 746,3 mm. 
La température maximale relevée sur cette station est de 40,1 °C, atteinte le 24 juillet 2019 ; la température minimale est de −24,8 °C, atteinte le 21 février 1956,,.
Les paramètres climatiques de la commune ont été estimés pour le milieu du siècle (2041-2070) selon différents scénarios d'émission de gaz à effet de serre à partir des nouvelles projections climatiques de référence DRIAS-2020. Ils sont consultables sur un site dédié publié par Météo-France en novembre 2022.

## Urbanisme

### Typologie
Au 1er janvier 2024, Moncel-sur-Seille est catégorisée commune rurale à habitat dispersé, selon la nouvelle grille communale de densité à sept niveaux définie par l'Insee en 2022.
Elle est située hors unité urbaine. Par ailleurs la commune fait partie de l'aire d'attraction de Nancy, dont elle est une commune de la couronne,. Cette aire, qui regroupe 353 communes, est catégorisée dans les aires de 200 000 à moins de 700 000 habitants,.

### Occupation des sols
L'occupation des sols de la commune, telle qu'elle ressort de la base de données européenne d’occupation biophysique des sols Corine Land Cover (CLC), est marquée par l'importance des territoires agricoles (73,6 % en 2018), une proportion sensiblement équivalente à celle de 1990 (74,3 %). La répartition détaillée en 2018 est la suivante : prairies (38,9 %), terres arables (24,2 %), forêts (16,4 %), zones agricoles hétérogènes (10,6 %), milieux à végétation arbustive et/ou herbacée (6,4 %), zones urbanisées (3,6 %). L'évolution de l’occupation des sols de la commune et de ses infrastructures peut être observée sur les différentes représentations cartographiques du territoire : la carte de Cassini (XVIIIe siècle), la carte d'état-major (1820-1866) et les cartes ou photos aériennes de l'IGN pour la période actuelle (1950 à aujourd'hui).

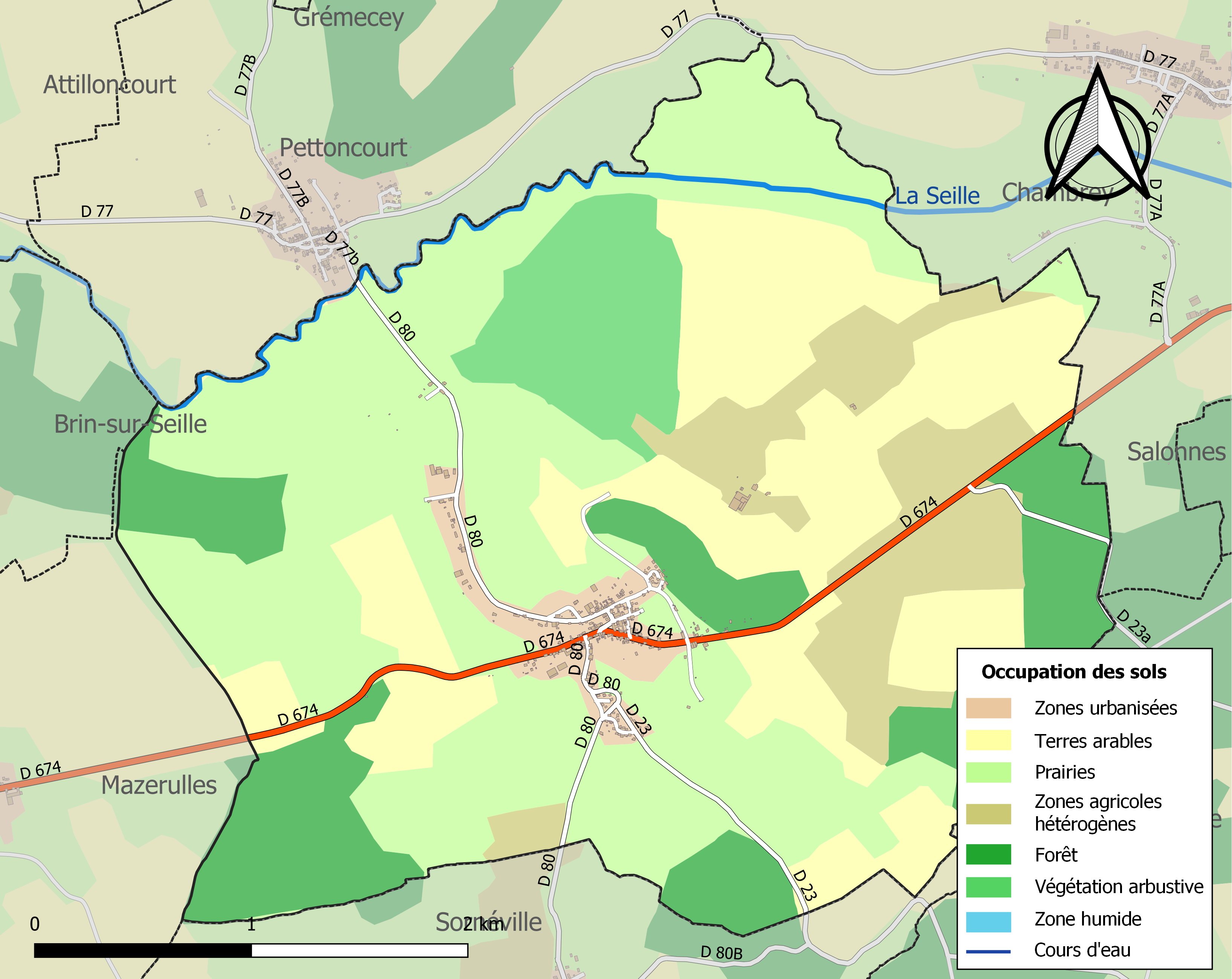
Carte des infrastructures et de l'occupation des sols de la commune en 2018 (CLC).

## Toponymie
Le nom de la localité est attesté sous les formes Monces (1206) ; Monceis (1260) ; Moncels-sur-Seille (1359) ; Moncel-sur-Seille (1711).

Le vocable Moncel est attesté en 1793, Moncel-sur-Seille en 1801.

Un moncel désigne en ancien français « un monceau, petit mont, colline ».
La Seille, qui passe en limite au nord de la commune, est une rivière du Grand Est, dans les deux départements de Meurthe-et-Moselle et de la Moselle, qui se jette dans la Moselle. C'est donc un sous-affluent du Rhin. On précise parfois « Seille lorraine » ou « Grande Seille » pour la distinguer de la Seille (affluent de la Saône).

## Histoire
L'origine de Moncel (alors Monces) remonterait aux environs de 1206, date à laquelle le duc Ferry II de Lorraine déclare par une charte que Hugues, chevalier de Bezange, a donné en aumône à l'Abbaye Saint-Èvre de Toul, ce qu'il possédait à Moncel en terres, prés, forêts et hommes. En l'année 1260 Jean Simon, alors prêtre de Sornéville, donne à l'abbaye de Bosserville les biens qu'il possédait sur le territoire de Monces.
En 1679 les Chartreux de Bosserville achètent de Marie-Antoinette de Gaintois, veuve de Gaspard Seigneur de Drouville, les trois quarts de la seigneurerie de Moncel en toute propriété, et l'autre quart en provenance de l'évêché de Metz. Cela rend les Chartreux propriétaires de l'ensemble des droits seigneuriaux, des terres et hommes de Moncel.
Après la signature du traité de Vienne qui, en 1738, donne la Lorraine à Stanislas Leszczynski jusqu'à sa mort, le village intègre, au décès du duc bienfaiteur en 1766, le royaume de France sous la juridiction du territoire du grand-gouvernement de Lorraine-et-Barrois. Il est intégré en 1790 au nouveau département de la Meurthe. À cette époque, la commune est rattachée au canton de Bioncourt, district de Château-Salins, diocèse de Metz.
À la fin du Premier Empire en 1815, la Lorraine est envahie par les Prussiens, Autrichiens et Russes. Moncel n'est pas épargnée et des Cosaques y sont d'une grande cruauté.
À partir des années 1820, le territoire communal accueille des carrières de gypse, exploitées pour la fabrication de plâtre et également une carrière de gypse transparent qui fournit des ornements à plusieurs églises de Nancy.
En 1871, avec la signature du traité de Francfort et la fin de la Guerre franco-allemande de 1870, Moncel, ancienne commune du canton de Château-Salins, reste française, intégrée au nouveau département de Meurthe-et-Moselle et rattachée au canton de Nancy-Est. De 1871 à 1918 Moncel devient de ce fait un village-frontière avec l'Allemagne, le dernier village français sur la route nationale no 74, et prend un nouvel essor.
Le village, jusque là essentiellement agricole, connaît une transformation importante avec l'installation d'une gendarmerie, d'une agence des Douanes, d'un « Commissariat spécial » chargé de recueillir au profit de l’État français des informations sur l'Empire allemand voisin, ainsi que d'une succursale de la Caisse d'épargne de Nancy.
Malheureusement, du fait de sa situation, le village subit de plein fouet la Première Guerre mondiale et en particulier, en 1914, les conséquences de la bataille du Grand Couronné, à l'issue de laquelle le front se stabilise sur la rive droite de la Loutre noire. En 1917, après de nouveaux combats et bombardements, le village, alors quasi vidé de ses habitants, est totalement détruit à l'exception d'une seule maison encore présente de nos jours rue de L'Ancienne gare.
Le 20 février 1918, Moncel est, de la part des Français, le théâtre d'un « coup de main à grande envergure », au cours duquel des éléments du 411e RI appuyés par une compagnie du 6e RI franchissent la rivière, pénètrent dans les lignes allemandes jusqu'à une profondeur de 2 km en occupant momentanément la ferme de Rosebois et le plateau des Ervantes, font plus de 300 prisonniers et reviennent à leur point de départ avec seulement 38 tués et 67 blessés graves. Ce « coup de main des Ervantes »,, que Michel Goya décrit comme probablement « la plus grande opération « commando » (...) de l’histoire militaire française », apporte au commandement français, grâce aux renseignements recueillis, la certitude que l'ennemi ne prépare rien en Lorraine, ce qui va permettre de reporter des forces sur Reims ou la Picardie, avec d'importantes conséquences pour la fin de la guerre.
Le village est reconstruit pendant l'entre-deux-guerres à partir de 1923. L'architecte M. Marchal est responsable des plans des nouvelles constructions réalisées en grande partie par les établissements Erb Louis de Toul.
Lors de la reconstruction de l'église en 1923 également, les trois cloches de l'ancien clocher détruit purent être réinstallées dans le nouvel édifice afin de rythmer et encore de nos jours la vie du village. Ces trois cloches datant de 1855, coulées à Robécourt dans les Vosges, portent les noms de Barbe Augustine, Marie Elisabeth et Marie Elise. Elles portent le message « Nous sommes trois sœurs nées le même jour. Nous devons notre existence à la commune, à la fabrique et à la générosité des habitants de Moncel ». Ces trois « sœurs » furent des miraculées de la destruction de 1917 car retrouvées intactes dans les décombres de l'ancienne église totalement détruite.
Le 19 septembre 1944, la première Jeep Willis de l'US Army pénètre à Moncel par la route de Sornéville signifiant la libération du village.
En 1998 Moncel-sur-Seille est passée du canton de Saint-Max à celui de Seichamps.
En 2013 le village a obtenu sa première fleur au concours des villes et villages fleuris[réf. nécessaire].

## Politique et administration
| Période                                  | Période                   | Identité                                    | Étiquette | Qualité      |
| ---------------------------------------- | ------------------------- | ------------------------------------------- | --------- | ------------ |
| Les données manquantes sont à compléter. |                           |                                             |           |              |
| AN XII (1803)                            | ?                         | M. Vieille                                  |           |              |
| 1826                                     | 1838                      | M. Martin                                   |           |              |
| 1838                                     | 1839                      | M. Travaux                                  |           |              |
| 1839                                     | 1866                      | M. Grandidirer                              |           |              |
| 1866                                     | 1871                      | M. Geny                                     |           |              |
| 1871                                     | 1874                      | M. Grandidirer                              |           |              |
| 1874                                     | 1880                      | M. Geny                                     |           |              |
| 1880                                     | 1886                      | M. Kiffer                                   |           |              |
| 1886                                     | 1889                      | M. Andre                                    |           |              |
| 1889                                     | 1905                      | M. Geny                                     |           |              |
| 1905                                     | 1910                      | M. Collot                                   |           |              |
| 1910                                     | 1930                      | M. Kiffer                                   |           |              |
| 1930                                     | 1936                      | M. Geny                                     |           |              |
| 1936                                     | 1941                      | M. Collot                                   |           |              |
| 1941                                     | 1947                      | M. Laurent                                  |           |              |
| 1947                                     | 1953                      | M. Richard                                  |           |              |
| 1953                                     | 1956                      | M. Colson                                   |           |              |
| 1956                                     | 1959                      | Marcel Vaimbois                             |           |              |
| 1959                                     | 1965                      | Jules Grandidier                            |           |              |
| 1965                                     | 1971                      | M. Larose                                   |           |              |
| 1971                                     | 1983                      | Eugène Jean                                 |           |              |
| 1983                                     | mars 1989                 | Albert Vaimbois                             | DVD       |              |
| mars 1989                                | avril 2014                | Ennio Bazzara                               | UDI (PR)  |              |
| mars 2014                                | En cours (au 26 mai 2020) | Alain Chane, Réélu pour le mandat 2020-2026 |           | Ancien cadre |

## Population et société

### Démographie
En 2010, Moncel-sur-Seille compte 486 habitants, soit une remarquable stabilité par rapport au recensement de 1999, où l'on décomptait 485 habitants sur la commune. Le village appartient à l'aire urbaine de Nancy.
L'évolution du nombre d'habitants est connue à travers les recensements de la population effectués dans la commune depuis 1793. Pour les communes de moins de 10 000 habitants, une enquête de recensement portant sur toute la population est réalisée tous les cinq ans, les populations de référence des années intermédiaires étant quant à elles estimées par interpolation ou extrapolation. Pour la commune, le premier recensement exhaustif entrant dans le cadre du nouveau dispositif a été réalisé en 2004.

En 2022, la commune comptait 533 habitants, en évolution de +1,14 % par rapport à 2016 (Meurthe-et-Moselle : −0,13 %, France hors Mayotte : +2,11 %).
| 1793 | 1800 | 1806 | 1821 | 1831 | 1836 | 1841 | 1846 | 1851 |
| ---- | ---- | ---- | ---- | ---- | ---- | ---- | ---- | ---- |
| 481  | 490  | 558  | 546  | 560  | 722  | 740  | 725  | 706  |

| 1856 | 1861 | 1872 | 1876 | 1881 | 1886 | 1891 | 1896 | 1901 |
| ---- | ---- | ---- | ---- | ---- | ---- | ---- | ---- | ---- |
| 628  | 630  | 660  | 739  | 793  | 752  | 744  | 732  | 715  |

| 1906 | 1911 | 1921 | 1926 | 1931 | 1936 | 1946 | 1954 | 1962 |
| ---- | ---- | ---- | ---- | ---- | ---- | ---- | ---- | ---- |
| 709  | 722  | 325  | 295  | 274  | 303  | 307  | 287  | 333  |

| 1968 | 1975 | 1982 | 1990 | 1999 | 2004 | 2006 | 2009 | 2014 |
| ---- | ---- | ---- | ---- | ---- | ---- | ---- | ---- | ---- |
| 324  | 311  | 434  | 485  | 474  | 501  | 502  | 488  | 500  |

| 2019 | 2022 | - | - | - | - | - | - | - |
| ---- | ---- | - | - | - | - | - | - | - |
| 514  | 533  | - | - | - | - | - | - | - |

## Culture locale et patrimoine

### Lieux et monuments
- Lieu-dit de Rosebois.

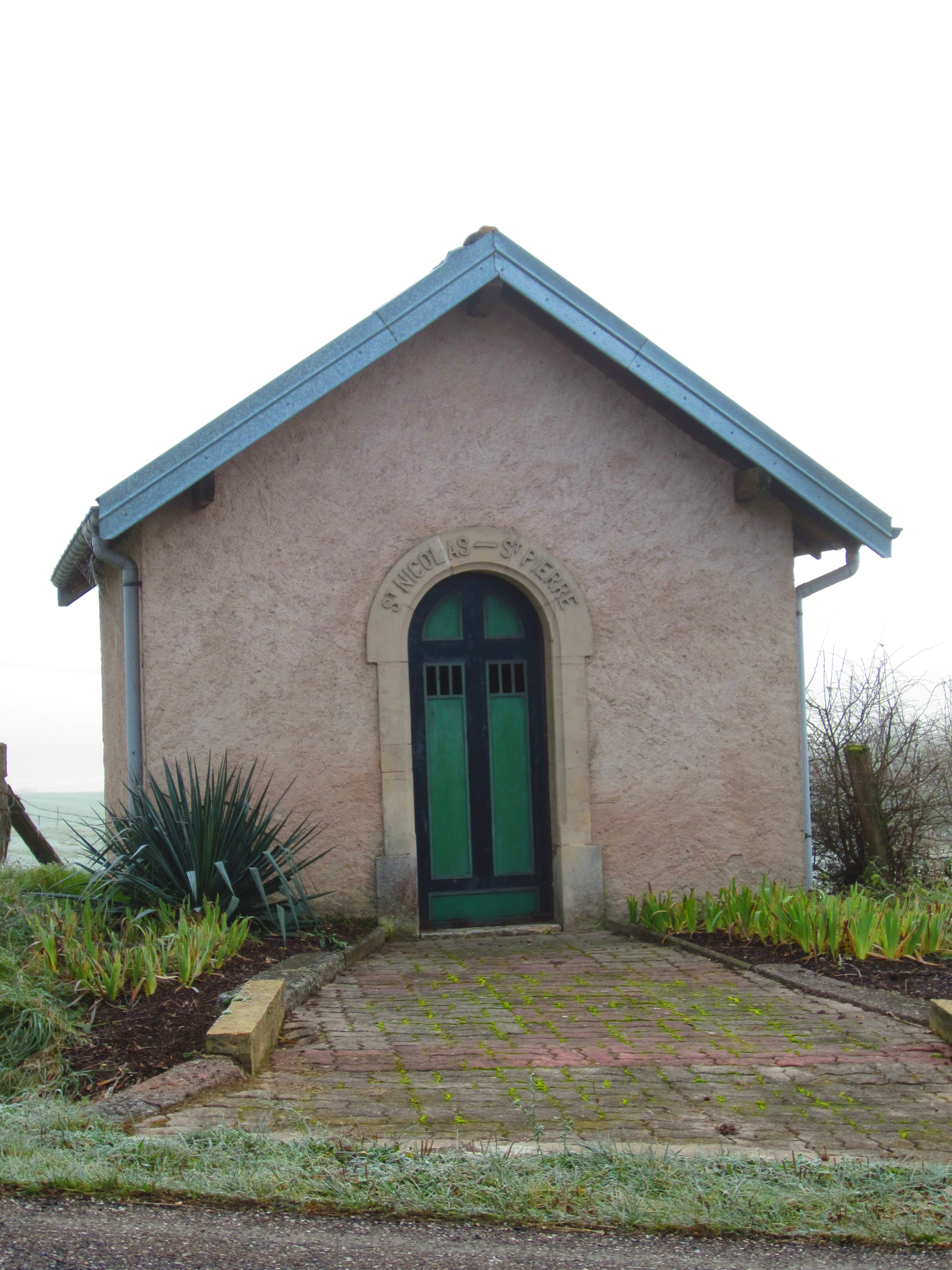
Chapelle Saint-Nicolas et Saint-Pierre.

- Église Saint-Pierre, reconstruite après 1918.
- Chapelle Saint-Nicolas-et-Saint-Pierre, rebâtie après 1918.

### Personnalités liées à la commune
- Henri Harpignies (1819-1916), peintre français de l'école de Barbizon, découvre Moncel grâce à sa femme, Marguerite Ventillard, qui en est originaire, et y séjourne en 1866 et 1867[33]. Il y réalise son Étude d'après nature (1866) et une Vue prise à Moncel-sur-Seille (1868), conservée au palais des Beaux-Arts de Lille[34].
- Robert Kiffer (1913-1974), agent secret français, né à Moncel-sur-Seille, devenu espion.
- Victor de Saint-Just (1862-1933), général commandant la 123e division d'infanterie, conçoit et exécute à Moncel le 20 février 1918 le coup de main des Ervantes, par lequel les soldats placés sous ses ordres pénètrent de 2 km dans les lignes allemandes et en ramènent plus de 300 prisonniers[35].
- Joseph Vantillard (1836-1909), maître-verrier né à Moncel-sur-Seille, vitrailliste.

### Héraldique
| Blason de Moncel-sur-Seille | Blason  | D’azur au faucon pèlerin de gueules, becqué et membré d’or posé sur une montagne de sinople et brochant sur une fasce ondée d’argent.                                                                |
| Blason de Moncel-sur-Seille | Détails | Le faucon pèlerin figure sur un sceau de 1612 de Georges de Remicourt, seigneur de Moncel. La montagne rappelle le nom de la localité, et la fasce ondée, la Seille qui la traverse. Adopté en 1992. |